# Интермодуляция
Интермодуляция — это процесс взаимодействия нескольких различных сигналов в нелинейных каскадах радиоприёмного тракта. В результате возникают новые составляющие спектра, зашумляющие принимаемый сигнал (либо проявляющиеся в качестве зеркального сигнала).
Интермодуляция возникает, когда на входе приёмника, кроме полезного сигнала, действуют как минимум два помеховых сигнала.
Характеристика приёмника, показывающая его способность противостоять воздействию таких помех — динамический диапазон по интермодуляции (Dynamic Range), зависит как от шумовых и нелинейных свойств каскадов приёмника, так и от фильтров, имеющихся в приёмном тракте.

## Интермодуляционные искажения
Интермодуляционные искажения (ИМИ) — подвид нелинейных искажений, создаваемых усилительными схемами. В частотном спектре двухтонального сигнала с интермодуляционными искажениями содержатся комбинационные составляющие с частотами, являющимися суммой и разностью основных и гармонических частот входных сигналов. Например, при подаче на усилитель смеси сигналов 1 кГц и 5 кГц возникают интермодуляционные искажения: 6 кГц (сумма 1 кГц и 5 кГц) и 4 кГц (разность между 1 кГц и 5 кГц). Эти продукты интермодуляционных искажений взаимодействуют друг с другом, создавая практически бесконечный ряд частотных составляющих.
ИМИ также называют разностными — по одноименному методу их измерения, пришедшему из радиотехники, где эффект появления разностной составляющей на нелинейном элементе дает возможность создавать преобразователи частот. В радиотехнике ИМИ создают паразитные (побочные) каналы приема, например, широко известный «зеркальный канал». Еще одно название ИМИ – динамические (TIM — Transient Intermodulation). Такое название используется из-за того, что подобные искажения проявляются во время резкого изменения сигнала при недостаточной скорости нарастания сигнала в усилителе.

## Методы измерения интермодуляционных искажений
Для аппаратной оценки уровня ИМИ применяют следующие методы:
1. двухтональный 400Гц и 4кГц при соотношении амплитуд 4:1 по методике ГОСТ 16122-88 и МЭК 60268-5;
2. двухтональный 19кГц и 20кГц одинакового уровня — отличает простота реализации — измеряется уровень разностной частоты 1кГц;
3. многотональный — методика разработана А. Г. Войшвилло;
4. субъективный — в результате прослушивания звучания разных тестовых музыкальных композиций экспертами.

ИМИ в звукотехнике, по оценке экспертов, проявляются так называемой «мыльностью звучания», «размазанной звуковой картиной», «зажатостью звука в высокочастотном спектре».

## Нелинейные искажения
Эффект снижения нелинейных искажений при введении ООС объясняется снижением уровня сигнала подаваемого на вход усилителя за счет вычитания из входного сигнала уменьшенного выходного сигнала, несущего информацию о нелинейности усилительных каскадов, инвертированную к входу усилителя. Таким образом, во входной сигнал вносятся предыскажения, маскирующие нелинейность усилителя. Так как вычитание сигнала ООС из входного происходит во входном каскаде к нему предъявляются повышенные требования к перегрузочной способности. Инвертирующая схема усилителя в этом отношении находится в более выгодном положении, так как вычитание происходит суммированием до входа усилителя. То есть на входной каскад инвертирующего усилителя поступает значительно меньший уровень сигнала, не вызывающий перегрузки и соответствующий значительно меньшим нелинейным искажениям.

## Методы снижения искажений в усилителе
Снижению ИМИ способствует введение местных обратных связей на всех каскадах усиления и многопетлевая ООС. Другой метод повышения качества звука — увеличение линейности усилителя без использования обратной связи. Этот подход может быть более эффективным, но требует значительных затрат.

## Классность усилителя
Стоит заметить, что благодаря множеству факторов (нелинейность и разброс параметров элементов, помехи и пр.) на практике невозможно построить «идеальный» абсолютно не искажающий усилитель без ООС. Стремление к совершенству приводит к значительным трудовым и материальным затратам, которые не целесообразны при производстве массовой радиоаппаратуры, поэтому в производстве соблюдается некоторый компромисс качества и цены, оцениваемых массовым потребителем и экспертами. Для оценки уровня качества выпускаемой промышленно аппаратуры её делят на классы:
1. массовая аппаратура, иногда называемая Low-End;
2. массовая аппаратура, отвечающая качественным показателям Hi-Fi;
3. массовая аппаратура уровня Hi-End, иногда называемая Hi-Tech;
4. профессиональная аппаратура студийного уровня качества.